# Бобрышева, Мария Ивановна
Мария Ивановна Бобрышева (1930—2018) — звеньевая колхоза «Красное знамя» Пристенского района Курской области, Герой Социалистического Труда (07.12.1957).
Родилась в 1930 году в селе Бобрышево Пристенского района. С 1946 г. работала в колхозе на возделывании сахарной свёклы.
С начала 1950-х гг. — звеньевая свекловодческого звена.
В 1957 г. её звено получило в среднем по 543 центнера сахарной свёклы с гектара.
Герой Социалистического Труда (07.12.1957). Орден Ленина и Звезду Героя вручил в Курске лично Н. С. Хрущёв. Награждена медалями ВСХВ.
Работала звеньевой до организации механизированных звеньев (1-я пол. 1960-х гг.).
В 2008 году присвоено звание Почётного гражданина Пристенского района.
Умерла в конце 2018 года. Похоронена в селе Бобрышево.